# Xenoplatyura contingens
Xenoplatyura contingens är en tvåvingeart som först beskrevs av Frederick Askew Skuse 1890.  Xenoplatyura contingens ingår i släktet Xenoplatyura och familjen platthornsmyggor. Inga underarter finns listade i Catalogue of Life.